# Soyouz 7
Soyouz 7 est un vol du programme spatial de l'Union soviétique lancé le 12 octobre 1969. 
Il fait partie de la mission commune avec Soyouz 6 et Soyouz 8 : faire évoluer ensemble trois vaisseaux spatiaux emportant sept cosmonautes en tout, ce qui constitue à l'époque un double record.

## Équipage
Les nombres entre parenthèses indiquent le nombre de vols spatiaux effectués par chaque individu jusqu'à cette mission incluse.
- Anatoli Filipchenko (1) ; doublure :    Vladimir Chatalov (1)
- Vladislav Volkov (1) ; doublure :   Aleksei Yeliseyev (1)
- Viktor Gorbatko (1) ; doublure :    Pyotr Kolodin (en) (0)

Initialement, il a été prévu que Chatalov et Yeliseyev soient les doublures sur les trois vols : Soyouz 6, 7 et 8.
Mais ils voleront finalement sur Soyouz 8, du fait qu'en mai 1969, le commandant de ce vaisseau (Nikolaïev) a dû déclarer forfait.

## Contexte
Voir article Soyouz 6.

## Déroulement
Soyouz 7 est lancé le 12 octobre, 24 heures après Soyouz 6 et autant avant Soyouz 8. Les trois vaisseaux évolueront simultanément pendant deux jours, les 14 et 15 octobre. Durant cette phase, Soyouz 7 sert de cible aux deux autres vaisseaux, en particulier à Soyouz 8 qui doit venir s'amarrer à lui.
Mais le système Igla ne fonctionne pas et les deux pilotes ne peuvent pas mesurer leur distance relative. Ils recourent alors à une méthode optique consistant à utiliser des signaux lumineux à 1500m et 500m de distance mais sans davantage de succès. La jonction n'aura pas lieu.
Cependant, pendant tout le temps où les trois vaisseaux volent de concert, leurs pilotes opèrent trente et une corrections d'orbite et sept rendez-vous. Chonine (Soyouz 6) en effectue trois et Chatalov (Soyouz 8) quatre.

## Paramètres de la mission
- Périgée : 210 km
- Apogée : 223 km
- Inclinaison : 51.7°
- Période : 88.8 minutes